# Karl Peters (Rechtswissenschaftler)
Karl Peters (* 23. Januar 1904 in Koblenz; † 2. Juli 1998 in Münster) war ein deutscher Rechtswissenschaftler und Experte im Strafprozess- und Jugendrecht, der sich mit der Theorie und der Praxis des Wiederaufnahmerechts befasste.

## Leben und Forschung
Als Sohn des späteren Münsteraner Universitätskurators Franz Peters studierte er Rechtswissenschaft an den Universitäten Königsberg, Leipzig und Münster. Dort wurde er 1922 Mitglied der katholischen Studentenverbindung AV Zollern Münster im CV. Später wurde er noch Mitglied der AV Alsatia Münster, AV Arminia Münster, AV Cheruskia Tübingen und KDStV Winfridia (Breslau) Münster, alle im CV. Er promovierte 1925 mit einer staats- und verfassungsrechtlichen Arbeit. 1931 habilitierte er sich an der Universität zu Köln mit einer Arbeit über die kriminalpolitische Stellung des Strafrichters bei der Bestimmung der Strafrechtsfolgen.
Peters trat zum 1. Mai 1933 der NSDAP bei (Mitgliedsnummer 2.099.184), er gehörte auch der SA und dem Nationalsozialistischen Rechtswahrerbund an.
Von 1942 bis 1946 war er Ordinarius für Strafrecht und Strafprozeßordnung an der Ernst-Moritz-Arndt-Universität Greifswald, anschließend von 1946 bis 1962 Inhaber eines entsprechenden Lehrstuhls an der Rechtswissenschaftlichen Fakultät der Westfälischen Wilhelms-Universität in Münster. Bis zu seiner Emeritierung im Jahr 1972 lehrte und forschte Peters an der Eberhard-Karls-Universität Tübingen, danach wieder in Münster. Er war zudem dreizehn Jahre lang als Staatsanwalt und viele Jahre im Nebenamt als Oberlandesgerichtsrat tätig.
Peters setzte sich bereits in den 1950er-Jahren für Lockerungen im Strafvollzug ein. Er erreichte unter anderem die Abschaffung der Mehrfachbestrafung von Dienstverweigerern beim Bundesverfassungsgericht. Seine Beiträge galten als maßgeblich „für die Reform des Straf-, Sexualstraf- und Strafvollzugsrechts; er gehörte zu den Begründern der Kriminalpädagogik. Vom Bundesjustizministerium beauftragt, widmete er sich in den 1960er-Jahren der systematischen Aufarbeitung von Justizirrtümern.“ Die Problematik der Urteilsfindung und der zu freien Beweiswürdigung hat Peters bis ins höchste Alter beschäftigt. Noch im Jahr 1993 veranstaltete er an seiner alten Fakultät in Greifswald einen dreitägigen Vortragszyklus über dieses, sein Lebensthema.

## Auszeichnungen
- 1973 erhielt er von der Deutschen Kriminologischen Gesellschaft die Beccaria-Medaille in Gold verliehen.
- 1974 erhielt er das Große Verdienstkreuz der Bundesrepublik Deutschland.
- 1975 folgte die Auszeichnung mit dem Komturkreuz mit Stern des Silvesterordens durch Papst Paul VI.
- Weitere Ehrungen erhielt Peters 1984 durch die Verleihung der Ehrendoktorwürde Dr. phil. h. c. der Philipps-Universität Marburg und 1989 der Ehrendoktorwürde der Medizinischen Fakultät der Westfälischen Wilhelms-Universität Münster.[6]
- Mehrere Straßen sind nach ihm benannt worden, was teilweise auf die Namensgleichheit mit dem vormaligen Kolonialisten Carl Peters zurückzuführen ist. So entschied sich 2010 Bremen, den Namen Karl-Peters-Straße im Stadtteil Walle beizubehalten, damit aber nicht mehr an den gleichnamigen Koloniebegründer in Afrika, sondern an den Juristen erinnern zu wollen.[7]

## Schriften
- Wesen und Stellung der neben dem Volkshause stehenden Kammeren im parlamentarischen Mehrkammersystem. Regensberg, Münster 1927 (Dissertation, Universität Münster, 1927).
- Die kriminalpolitische Stellung Strafrichters bei der Bestimmung der Strafrechtsfolgen. Springer, Berlin 1932.
- Zeugenlüge und Prozessausgang. Röhrscheid, Bonn 1939.
- Jugendgerichtsgesetz vom 16. Februar 1923 mit ergänzenden Gesetzen, Verordnungen und Verwaltungsvorschriften auf dem Gebiete des Jugendstrafrechts. Zusammengestellt und erläutert von Karl Peters. De Gruyter, Berlin 1942.
- Werdendes Jugendstrafrecht : Gedanken, Entwurf und Begründung zur Neugestaltung des Jugendgerichtsgesetzes. Dümmler, Bonn 1947.
- Der Jugendliche und die Autorität des Gesetzes. In: Festschrift für Ernst Heinrich Rosenfeld. De Gruyter, Berlin 1949, S. 215–229.
- Strafprozess Ein Lehrbuch. Müller, Karlsruhe 1952; 4. Auflage: Müller, Heidelberg/Karlsruhe 1985.
- Fehlerquellen im Strafprozess: Eine Untersuchung der Wiederaufnahmeverfahren in der Bundesrepublik Deutschland. 3 Bände. Müller, Karlsruhe 1970–1974.
- Gescheiterte Wiederaufnahmeverfahren. In: Festschrift für Wilhelm Gallas zum 70. Geburtstag am 22. Juli 1973. De Gruyter, Berlin 1973, S. 441–457.
- Justiz als Schicksal. Ein Plädoyer für „die andere Seite“. De Gruyter, Berlin 1979, ISBN 3-11-008084-2.
- Strafrechtspflege und Menschlichkeit. Ausgewählte Schriften. Hrsg. von Wilfried Küper und Klaus Wasserburg. Müller, Heidelberg 1988, ISBN 3-8114-1787-8.